# لوحة الحياة

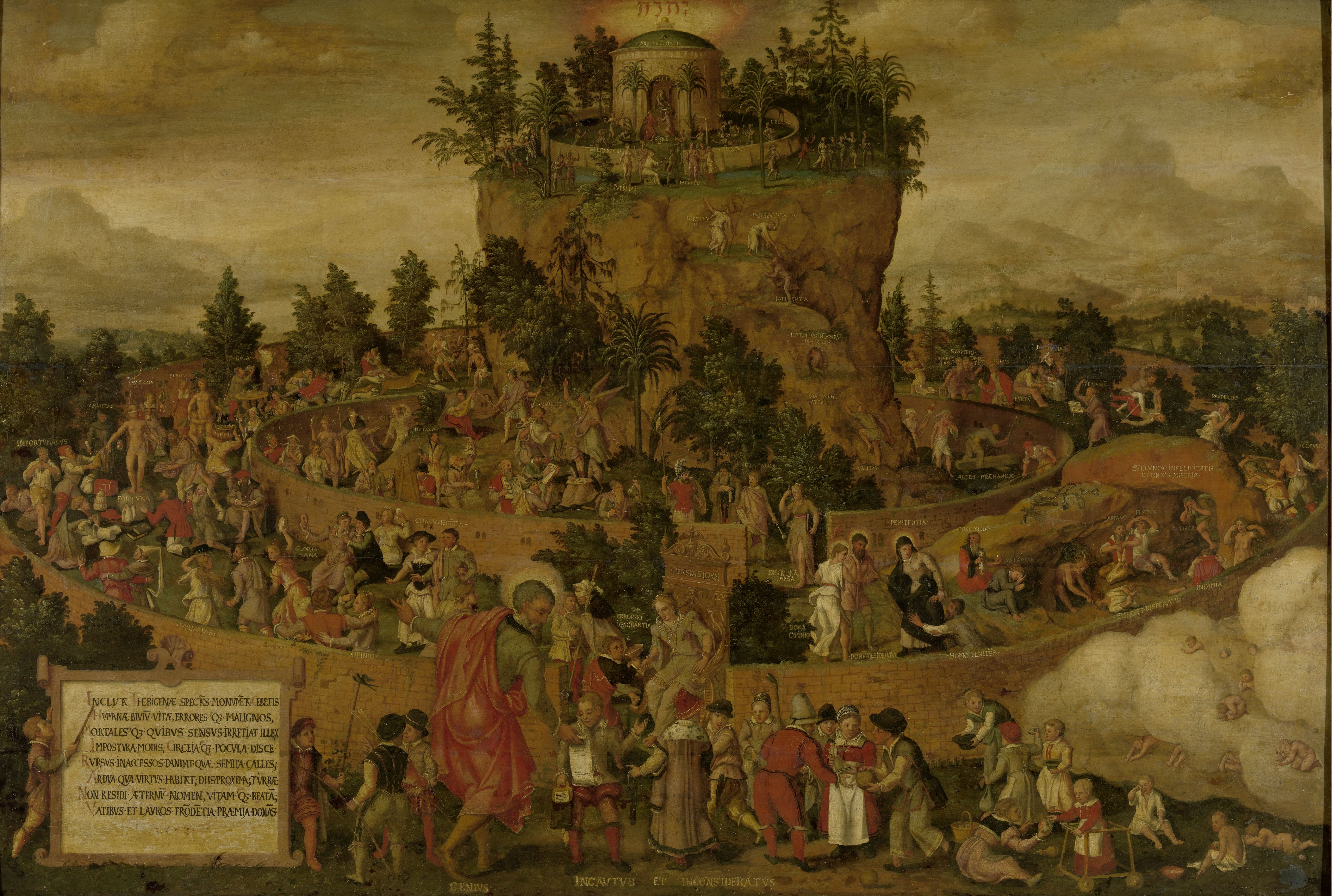

لوحة الحياة كتيب من تأليف الفيلسوف اليوناني سبياس، كُتب بأسلوب المحاورة، بغية تفسير رموز لوحة عُلِّقت على مدخل معبد، إذ لم يفقه الزائرون معانيها.
عرّب اللوحة ابن مسكويه في القرن الرابع الهجري، ومن ثم نُقلت إلى اللاتينية ومنها إلى اللغات الأخرى، أما صيغة ابن مسكويه العربية «لوحة قابس» مفقودة اليوم.
تُرجم هذا الكتيب من الفرنسية في الخمسينيات، وترجمه إلى العربية د. عيسى أطاي، عندما كان تلميذا في المرحلة الثانوية، بعد أن شجعه بعض أصدقائه على طبعها بعد قراءتها وخاصة صديقه وزميل الدراسة السيد صالح كيالي الذي راجع الترجمة من الفرنسية ونقّح النص. راجع النص العربي الدكتور عماد سمير. استند عيسى أطاي على ترجمة ألمانية لمقارنة النص.
يقدم سبياس في لوحته هذه سبيلا ومنهاجا ومخططا أخلاقيا يقود إلى الفضيلة والسعادة بواسطة المعرفة الصحيحة، إذا اتبعها الإنسان وعمل بها. هذا المنهاج مبني على أسس الفلسفة والأفكار الأفلاطونية. والجدير بالذكر أن هذه القيم والأفكار رغم العصور الطويلة التي مرّت عليها لم تفقد شيئا من قيمتها وكأنها من حدث اليوم.

## وصلات خارجية
- كتاب لوحة الحياة، تأليف سبياس، ترجمة د. عيسى أطاي

لوحة سبياس أو قابس، سيبياس هي القراءة الفرنسية و قابس أو كيبتوس هي القراءة اليونانية